# 개섬
개섬[犬島]은 경기도 안산시 대부동에 있던 섬으로, 시화방조제 공사 때 채토장으로 쓰이며 사라졌다. 잠루섬 남쪽에 있었다.

## 지명 유래
섬 모양이 개처럼 생겼다고 해서 붙여진 이름이다.